# Melocactus stramineus
Melocactus stramineus är en kaktusväxtart som beskrevs av Willem Frederik Reinier Suringar. Melocactus stramineus ingår i släktet Melocactus och familjen kaktusväxter. Inga underarter finns listade i Catalogue of Life.